# Parkcafé (München)

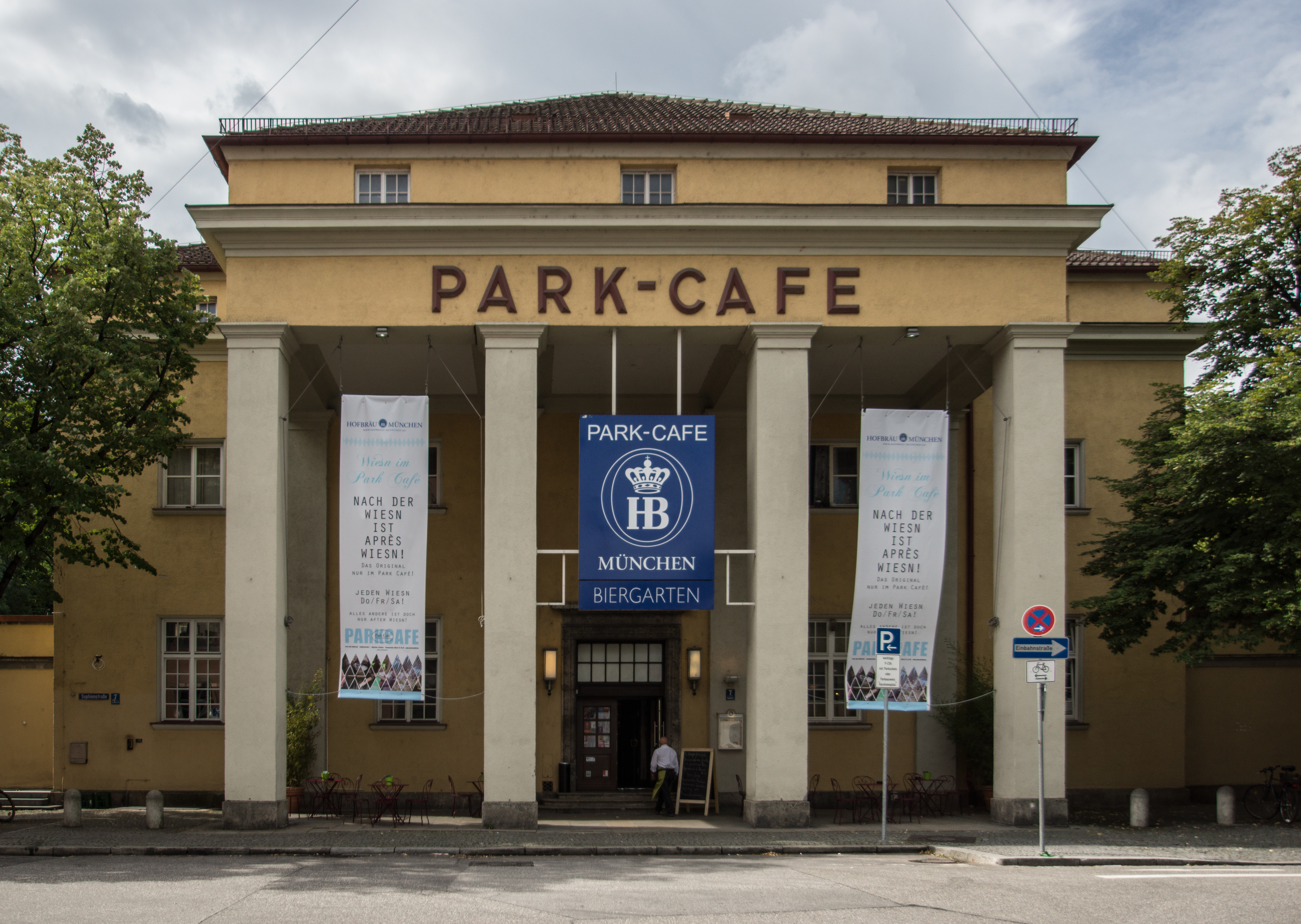
Das Parkcafé

Das Parkcafé liegt in München im Alten Botanischen Garten an der Südseite der Sophienstraße, es trägt die Hausnummer 7. Das unter Denkmalschutz stehende Gebäude (Denkmalliste D-1-62-000-6588) gehört zu den Münchner Bauten aus der Zeit des Nationalsozialismus. Es wurde 1935/37 nach Plänen des Architekten Oswald Bieber errichtet und bildet den monumentalen südlichen Point de vue der früheren Arcisstraße (jetzt Katharina-von-Bora-Straße, zwischenzeitlich Meiserstraße), die den Alten Botanischen Garten mit dem Königsplatz mit seinen sogenannten Führerbauten durch das damalige „Parteiviertel“ (schräg gegenüber der NS-Bau des ehemaligen Oberfinanzpräsidiums mit dem Sophiensaal) verbindet.

## Geschichte

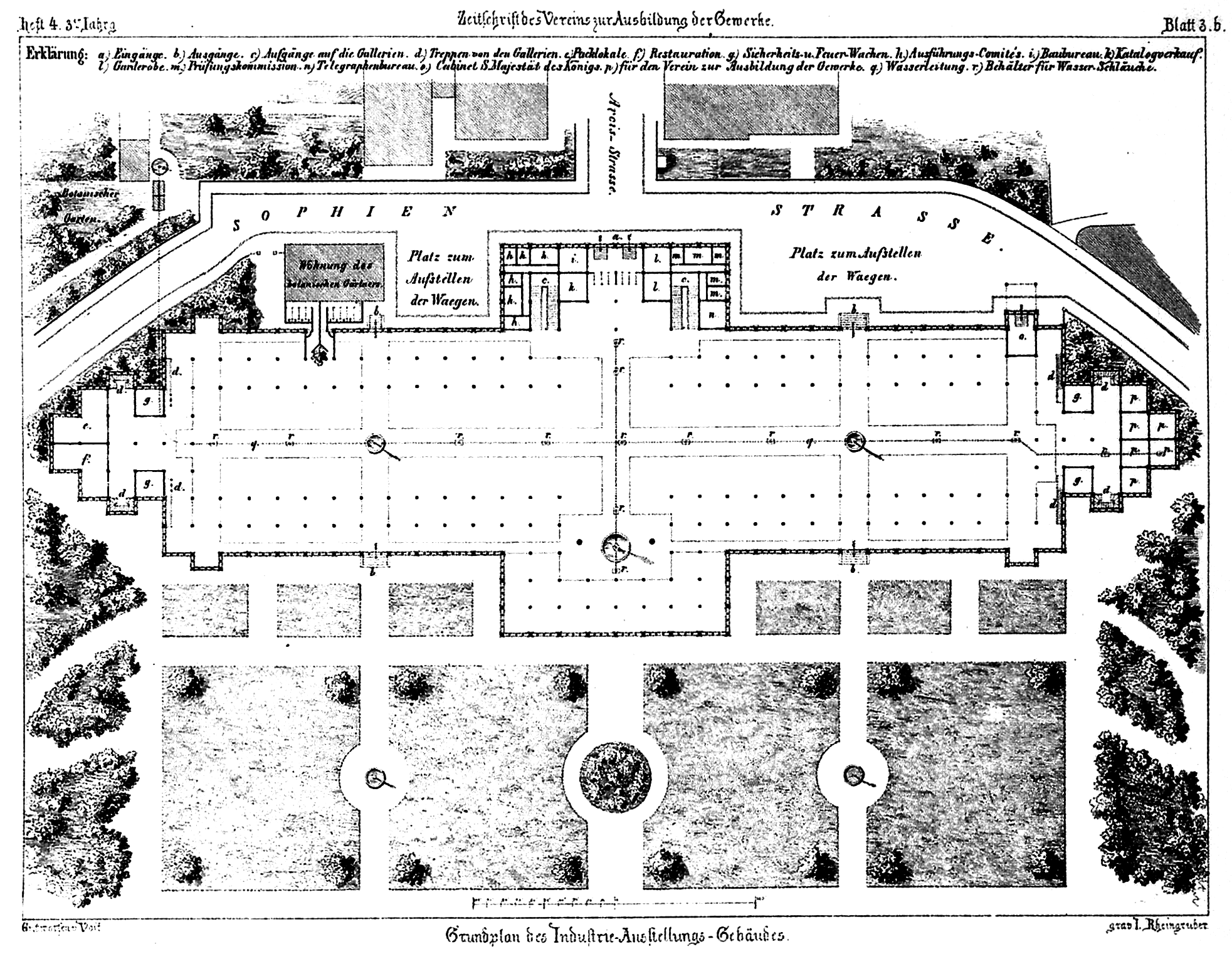
Lage des 1854 errichteten Glaspalasts, das Parkcafé an der Stelle des früheren Nordflügels

Nachdem der Münchner Glaspalast im Jahr 1931 abgebrannt war, wurden zunächst gefasste Pläne für den Wiederaufbau nach der sogenannten Machtübernahme durch die NSDAP 1933 zugunsten des Baus des Hauses der Deutschen Kunst aufgegeben. 1936 wurde das Gelände als Alter Botanischer Garten neu gestaltet, dabei wurde ein kleines Kunstausstellungsgebäude errichtet (nach Kriegszerstörung und Wiederaufbau Kunstpavillon München), dazu kamen der 1937 errichtete Neptunbrunnen von Joseph Wackerle und Oswald Bieber sowie das Parkcafé, das nach erheblichen Kriegsschäden restauriert wurde. Seit den 1980er Jahren wurde es zum angesagten Club.

## Bau

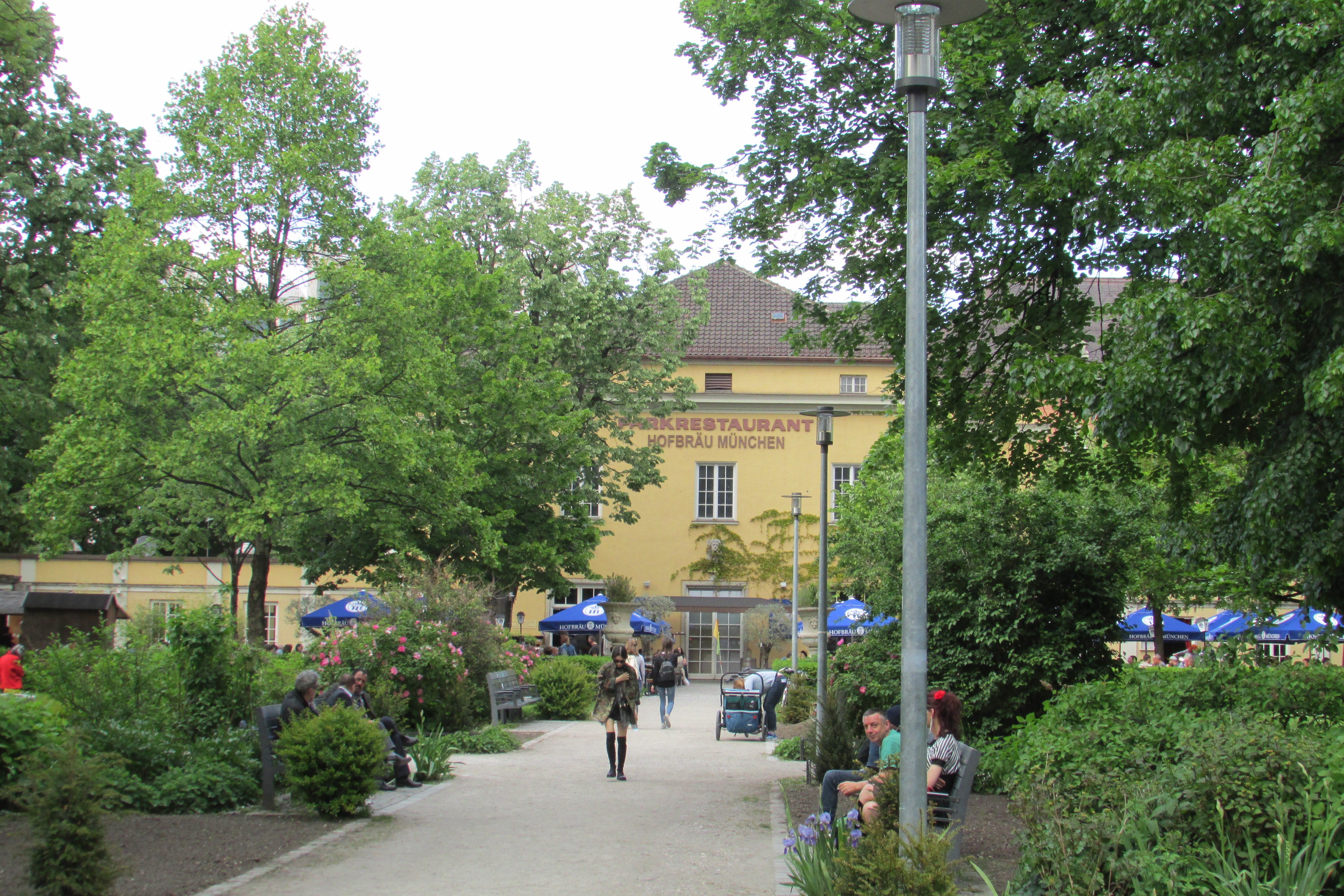
Biergarten am Parkcafé

Der Bau mit seinen vom Königsplatz weithin sichtbaren, den Vorbau tragenden (Liedtke) vier monumentalen Rechteckpfeilern zur früheren Arcisstraße hin passt sich der Parteiarchitektur des nördlich anschließenden Bereichs mit zahlreichen NS-Bauten an. Die Gartenseite zum Biergarten hin zeigt Frauenköpfe über den hohen Türen.